# Leigh Donovan
Leigh Donovan, née le 11 décembre 1971 à Orange (Californie), est une cycliste américaine spécialiste de la descente et du dual slalom en VTT. Elle est championne du monde de descente 1995.
Elle est admise au Mountain Bike Hall of Fame en 2014.

## Palmarès en VTT

### Championnats du monde
|                      |             | 1993 | 1995 | 1996 | 1997 | 1998 | 1999 | 2001 | 2010 |
| Championnat du monde | Descente    | 4e   | 1re  | 2e   | 8e   | 5e   | 4e   | 3e   | 8e   |
| Championnat du monde | Dual slalom |      |      |      |      |      |      | 4e   |      |

### Coupe du monde
- Coupe du monde de descente
  - 3e en 1996 (1 manche)
  - 3e en 1997 (1 manche)
  - 4e en 1998
  - 4e en 1999
  - 3e en 2000 (1 manche)
  - 6e en 2001

- Coupe du monde de dual Slalom
  - 2e en 1999
  - 3e en 2000
  - 1re en 2001 (4 manches)